# Crotalaria neriifolia
Crotalaria neriifolia är en ärtväxtart som beskrevs av George Bentham. Crotalaria neriifolia ingår i släktet sunnhampor, och familjen ärtväxter. Inga underarter finns listade i Catalogue of Life.